# Jonas Berg
Jonas Berg, född 29 januari 1932 i Stockholm, död där 13 juli 2010, var en svensk etnolog, museiman och författare.
Berg studerade vid Stockholms högskola och avlade licentiatexamen år 1969. Han arbetade på Sjöhistoriska museet under 1960-talet, och inventerade bland annat votivskepp i landets kyrkor. Senare kom han att verka hela sitt liv på Nordiska museet. Han publicerade även en rad populärvetenskapliga böcker och artiklar i olika ämnen.
Jonas Berg var son till Gösta Berg och Gunnel Hazelius-Berg, bror till Ann-Sofi Topelius och från 1961 gift med Inga Arnö-Berg.